# El Independiente (periódico colombiano)
El Independiente fue un periódico colombiano que reemplazó a El Espectador, cuando dicho diario suspendió su publicación debido a una serie de atropellos cometidos contra éste por parte del régimen militar de Gustavo Rojas Pinilla, en 1956. No confundir con El Independiente, un diario digital español fundado en 2016 por el exdirector de El Mundo Casimiro García-Abadillo y la periodista Victoria Prego con sede en Madrid.

## Contexto histórico
El 9 de noviembre de 1949, el presidente Mariano Ospina Pérez decretó el estado de sitio, disolvió el Congreso e instauró la censura de prensa, la cual se mantuvo en vigor durante los siguientes tres gobiernos. Este hecho motivó la renuncia del entonces director de El Espectador, Luis Cano Villegas, quien fue sustituido por su hermano Gabriel Cano. Ya con Rojas Pinilla en el poder, la situación de los medios de comunicación colombianos empeoró. En agosto de 1953 fueron clausurados El Siglo y El Colombiano, y en agosto de 1955, el gobierno cerró El Tiempo.

## Cierre deEl Espectador
A diferencia de los otros periódicos, El Espectador no fue clausurado por la dictadura, pero sí era constante objeto de una férrea persecución gubernamental. El 11 de mayo de 1954, se ordenó el arresto de Primo Guerrero, corresponsal del diario en Quibdó, por haber escrito una noticia en la que informaba que las precarias condiciones de la capital del Chocó contrastaban con el lujo de los automóviles que les habían asignado a los empleados oficiales en esa ciudad. El 20 de diciembre de 1955, la Oficina de Información y Prensa, ODIPE, en cabeza de su director Jorge Luis Arango, multó a El Espectador y El Correo (de Medellín), con 10.000 pesos, bajo el argumento de que los dos rotativos habían informado sobre hechos de violencia, lo cual estaba estrictamente prohibido. Gabriel Cano ordenó que se pagara la multa sin interponer ninguna apelación, pero al día siguiente publicó un editorial titulado "El Tesoro del Pirata", sin presentarlo previamente a los censores estatales para que lo aprobaran, y en él se criticaba directamente al régimen, comparándolo con un grupo de asaltantes de embarcaciones, y señalando de manera velada a Rojas como el cabecilla de los ladrones:

"El submarino insignia del señor Arango ha cobrado ya una pequeña victoria sobre nosotros, y mañana vendrán seguramente las de los guardacostas del señor Villaveces, que desde agosto pasado, en repugnante coincidencia con la clausura de El Tiempo, atracaron en las oficinas de ese ilustre diario y en las de El Espectador, a caza de no sabemos qué monstruosos fraudes al fisco nacional [...] han buceado hasta el fondo en nuestros libros y en nuestros archivos, y ahí están todavía con las fauces abiertas como tiburones al acecho. Lo que no conocemos aún es el monto exacto del botín que le van a llevar a Míster Morgan. A Míster Morgan, el banquero".

El 6 de enero de 1956, el gobierno, mediante la Resolución 7130 de la Dirección Nacional de Impuestos, estableció una multa de 600.000 pesos a El Espectador, por una presunta inexactitud en la declaración de renta hecha por la empresa en 1953. Gabriel Cano quiso presentar su posición frente al tema en una nueva columna editorial titulada "La Isla del Tesoro", pero esta vez fue obligado a mostrarla primero a los censores oficiales y éstos la rechazaron. Entre otras cosas, en dicho texto se hacía un recuento pormenorizado de las persecuciones sufridas por el diario en los gobiernos anteriores y la difícil situación económica en la que se encontraba tras haber sufrido los incendios del 6 de septiembre de 1952 en Bogotá. El último párrafo señalaba que:

"No deja, con todo, de resultar un poco sarcástico que ahora aparezcamos las víctimas no indemnizadas y no indemnizables del 6 de septiembre, como los defraudadores castigados del Erario, mientras otros, gobierno o personas -dos entes que en los largos y oscuros días de este sexenio del estado de sitio se confunden en punible y dañado ayuntamiento- han podido disminuir impunemente el patrimonio histórico de la República, mucho más valioso y más sagrado que su simple patrimonio fiscal".

Al no permitirse que fuera publicado el escrito con el que intentaba defender a su periódico frente a la opinión nacional, Gabriel Cano prefirió cerrar El Espectador por término indefinido.

## Aparición deEl Independiente
Tal como hizo Eduardo Santos al fundar Intermedio en sustitución de El Tiempo, Gabriel Cano pensó que no podía dejar sin empleo a sus trabajadores, mientras las maquinarias del diario sólo generaban pérdidas al estar fuera de servicio. Mediante terceros, intentó varias veces gestionar los permisos necesarios para imprimir una nueva publicación con otro título. Los nombres de La Idea, La Consigna y La Correspondencia fueron rechazados, entre otras cosas, porque eran los mismos que había utilizado Fidel Cano Gutiérrez para seguir circulando cada vez que los gobiernos de la Regeneración del Partido Nacional (1886-1909) cerraban El Espectador.
Finalmente, Darío Bautista y José Salgar obtuvieron la autorización para imprimir El Independiente. El primer número salió a las calles el 20 de febrero de 1956, bajo la dirección de Alberto Lleras Camargo. Sin embargo, al ser Lleras simultáneamente el jefe del liberalismo, muchas de las acciones opositoras al régimen se planeaban desde las oficinas de El Independiente, y algún panfleto considerado ofensivo por el gobierno fue rastreado hasta allí. Lleras fue acusado de ser partícipe de tales actividades clandestinas, no se le permitió defenderse, y se decretó el cierre del periódico, el 15 de abril de 1956, menos de dos meses después de haber sido fundado.
En octubre de 1956, durante la asamblea general de la Sociedad Interamericana de Prensa, celebrada en La Habana, Cuba, numerosas personalidades del periodismo y la política continental le propusieron a Gabriel Cano que reanudara la publicación de El Espectador. De igual manera se lo plantearon a su regreso al país el ya mencionado Alberto Lleras Camargo y Alfonso López Michelsen, pero Gabriel Cano se negó a aceptar dicha propuesta, diciendo que su diario no volvería a aparecer sino hasta cuando se pudiera publicar "sin el más mínimo recorte, su memorial de defensa, dentro de un mes, dentro de un año, o dentro de un siglo". No obstante, dejó abierta la opción de que en sus maquinarias se imprimiera nuevamente El Independiente o cualquier otro diario que fuera afín a los ideales de El Espectador.
El Independiente reinició su circulación el 2 de febrero de 1957, dirigido por Guillermo Cano Isaza (hijo de Gabriel Cano). Un mes más tarde, el 4 de marzo, el Tribunal Administrativo de Cundinamarca anuló la multa impuesta a El Espectador y determinó la devolución del dinero pagado. La demanda que prosperó fue interpuesta por Carlos Lleras Restrepo, abogado de la casa periodística. La censura se mantenía implacable. Según comentó años después Cano Isaza, diariamente había dos periódicos completamente distintos: "Uno que leían los tres o cuatro censores, otro que aparecía a la luz pública y que iba a las manos de miles de personas. El periódico bueno, completo, informativo, orientador, se quedó en una mesa, escrito y sin imprimir. El otro, elaborado de emergencia, era muy variado y muy ameno, con muchas anécdotas y poca información, con muchas reinas en vestido de baño y ningún comentario de actualidad".

## Regreso de la democracia y deEl Espectador
A partir del 5 de mayo de 1957, el país entró en un paro cívico permanente. Los periódicos opositores que quedaban, los bancos, fábricas, almacenes, colegios, clubes, cines y teatros cesaron sus actividades. Rojas Pinilla renunció el 10 de mayo y dejó a cargo del gobierno a una Junta Militar. En la edición extraordinaria que publicó El Independiente aquel día, su editorial declaraba pleno apoyo al pacto firmado entre Alberto Lleras Camargo y Laureano Gómez que ayudó a poner fin a la dictadura, y que dio como resultado el retorno de la democracia mediante un mecanismo de alternancia en el poder y reparto igualitario de los cargos púbicos entre liberales y conservadores llamado Frente Nacional:

"Sólo una cosa podemos y queremos decir, y es que estamos dispuestos a prestar nuestro modesto pero patriótico concurso a cualesquiera resoluciones que para ahora mismo o para más tarde decidan tomar las directivas de los partidos Liberal y Conservador, a cuyo histórico acuerdo del 20 de marzo adherimos oportuna, leal y decididamente".

Empero, en la misma edición extra, se aclaró que El Espectador solamente regresaría cuando las instituciones democráticas estuvieran restablecidas de manera total y definitiva. Y esto tardó bastante. El plebiscito que ratificó la entrada en vigencia del acuerdo entre liberales y conservadores tuvo lugar el 1 de diciembre de 1957. Las elecciones parlamentarias fueron el 16 de marzo de 1958. Y las presidenciales se celebraron el 4 de mayo de 1958.
Con la democracia plenamente restaurada, El Independiente llegó a su último número el 31 de mayo de 1958. Al otro día, el 1 de junio, El Espectador volvió a circular, con una edición matinal dirigida por Gabriel Cano, y una vespertina, a cargo de Guillermo Cano.